# المنصوریه، کویت
المنصوریه (به عربی: المنصورية) یک حومه شهر در کویت است که در استان عاصمه واقع شده‌است.
 المنصوریه  ۵٬۵۸۹ نفر جمعیت دارد و ۱۲ متر بالاتر از سطح دریا واقع شده‌است.